# Chilakavadi, Kollegal
Chilakavadi là một làng thuộc tehsil Kollegal, huyện Chamarajanagar, bang Karnataka, Ấn Độ.